# 電話網

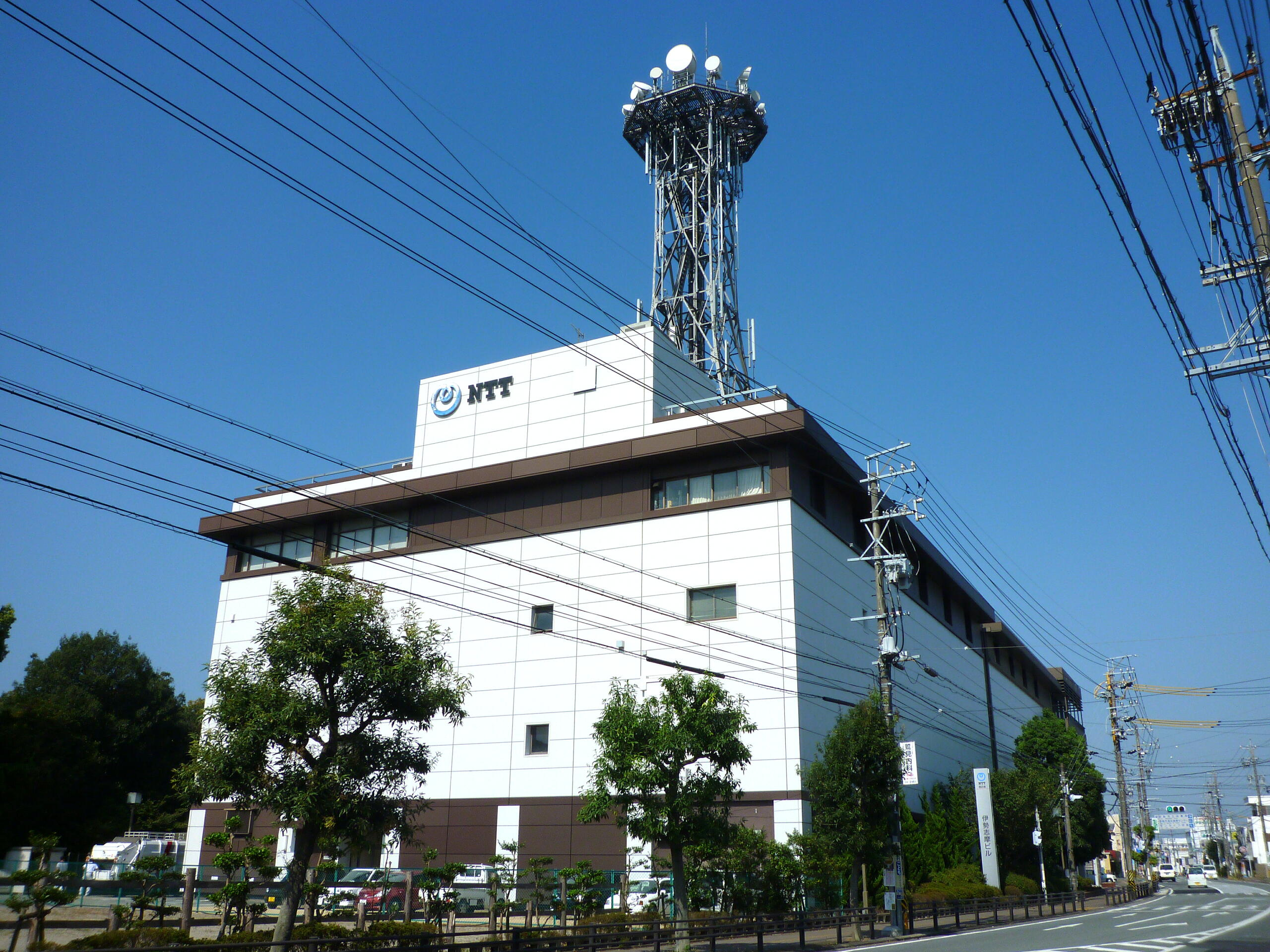
地域の電話網の中核を担うNTTの電話局。ここに電話交換機が設置されている。

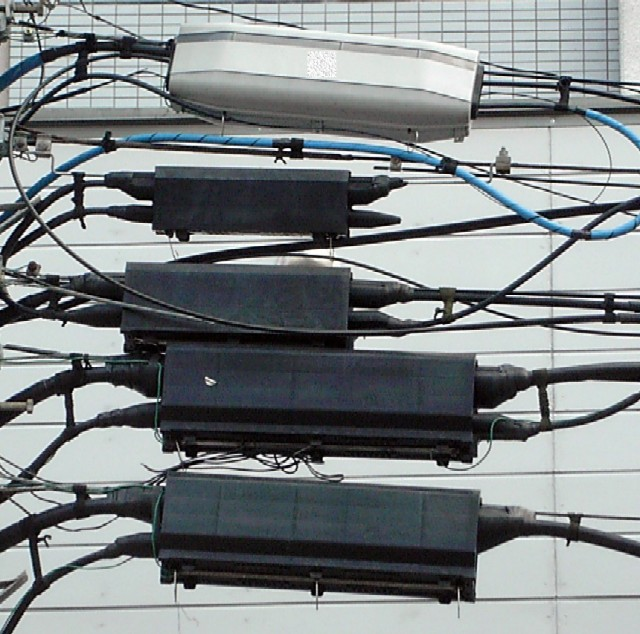
電柱付近で見つけることができる、架線用のクロージャ。黒い箱の中に電話回線の分岐点が収容されている。電話回線は、ここから各建物へと配線される。

電話網（でんわもう）は、電話回線を電話交換機で接続し、相互間通信を可能にする通信網である。
固定電話回線の電話網については、公衆交換電話網の項目を参照のこと。

## 電話網のしくみ
電話網は、電話加入者ごとに割り振られた番号である電話番号（電気通信番号）を使って接続の制御が行われる。通話は原則として一対一の加入者間で行われ、終了するとその伝送路は他の通話に用いられるようになっている。
電話の普及の初期には、交換手と呼ばれる専属の職員が接続を行う手動式であったが、通話トラフィックの増大により交換手の負担が過重となり機械化された。現在、先進諸国の公衆網は、特に指定しない限り、電話交換機が自動的に接続する。これを自動式という。
日本では1979年までに自動化が完了した。本土 - 小笠原諸島間については、短波帯の多重回線を利用した待時通話を強いられていたが、1983年6月21日より静止通信衛星利用の即時ダイヤル自動化が行われた。現在、100番通話（終話後、オペレータが料金を知らせるサービス）やコレクトコール（電話の相手先が通話料金を支払うサービス）、災害緊急疎通などを用いない限り交換手を経由することはない。
以下に通話までの手順を示す。

### 自動式
1. 電話をかける側は、受話器を上げて通話可能か確認する（発呼）。
  1. 送受話器を持ち上げることで、交換機からの線が繋がり、直流ループが作成される。
  2. 交換機側から、ダイヤル可能であることを表す発信音が流れる。
2. 電話番号を指定する。
  - 回線種別がパルス式（ダイヤル式）の場合は、ダイヤルを回すかプッシュボタンを押して掛ける。直流ループが断続することで交換機に番号を伝える。プッシュボタンの場合は、電話器の中で、ボタンに対応する断続が行われる。
  - トーン式（プッシュ式）の場合は、プッシュボタンを押してかける。ボタンに対応した、周波数の異なる2つの音が送信される。
3. 電話交換機間で番号情報がやり取りされ、受ける側の電話機や端末が呼び出される。
4. 受け側の電話機に、低周波の交流（呼出信号）を送信し、着信を知らせる。この交流を受け、ベル（着信音）が鳴る。電話器によってはその信号を受けて、着信メロディ、電子音、バイブレーションなどを用いられる場合もある。このとき、交換機から発信側に対し呼出音が流される。
5. 受け側が受話器を上げ、これに応答することで、通話が開始される。
6. どちらかが受話器を置くなどして、終話の操作を行うと回線は切断（復帰）される。終話の操作を行っていない側には、交換機から終話音が流される。

- パルス式（ダイヤル式）…電話番号の交換機への伝達に、電気信号の断続回数（パルス信号）を用いる方式。この信号はDP（Dial Pulse）と呼ばれる。従来のいわゆる「黒電話」は、ダイヤルを回すことで物理的にパルスが発生していたが、現在の電話機は押しボタン式で擬似的にパルスを発生させる、アウトパルス方式を採っている（切り替えによって、下記トーン式にも利用可能）。
- トーン式（プッシュ式）…電話番号の交換機への伝達に、番号と対応した音の周波数信号（DTMF、「ピッポッパッ」）を用いて、交換機に電話番号を伝える方式。ダイヤル操作に回転ダイヤルを回すのではなく番号ボタンを押すため、登場当初は「押しボタン式電話」と呼ばれたが、1970年に公募により「プッシュホン」と命名され、この呼び名が浸透することになる。なお、2004年12月31日までは、「プッシュ回線利用料」を支払うことによって受けることができる有料サービスであったが、2005年1月1日以降は「プッシュ回線利用料」は廃止された（工事費の設定は現在も残っている）。
- ISDN…アナログ信号で処理・伝送を行っていた従来網を、全てデジタル化した電話網。国によって若干ISDNの仕様は異なる。

※現在は電話端末の進化により、端末上に電話帳を記録し、それを参照して電話を掛ける事も可能になった。

### 手動式

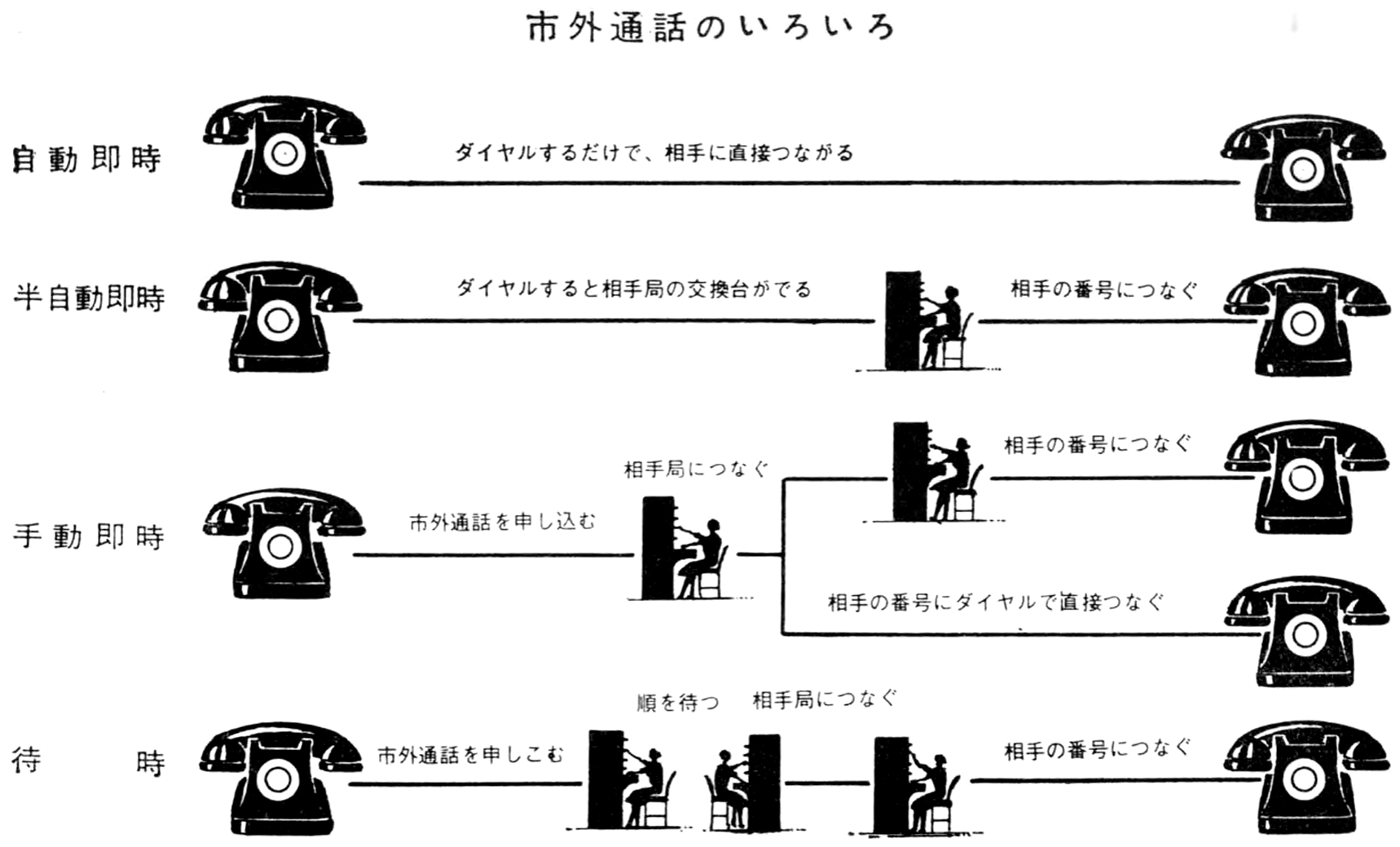
電話交換機が完全自動化される前の市外通話の方法

電話局に常駐する交換手（オペレータ）が通話を媒介する。
即時通話は主に、市内通話で行われた。
1. 発信者が交換手を呼び出す。
2. 交換手に相手先電話番号を告げる。
3. 交換手が連絡を取り合いながら物理的に回線を操作して接続する。
4. 受け側の交換手が受信者を呼び出す。
5. 受信者が応答し会話が開始される。
6. どちらかが終話の操作を行うと回線は切断される。

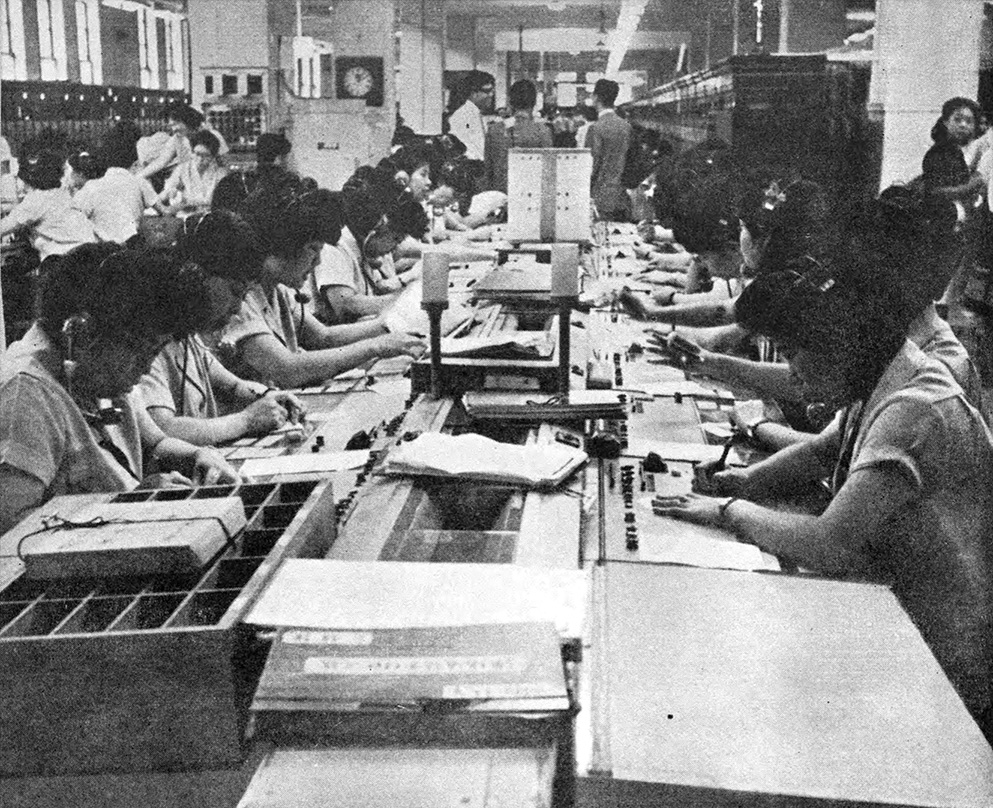
待時通話の受付（1960年代）

待時通話は、主に市外通話・国際電話で行われた。
1. 発信者が交換手を呼び出す。
2. 交換手に相手先電話番号を告げ、一旦受話器を置く。
3. 交換手が受付簿に記入する。
4. 回線の空きが生じたら、回線を操作して接続する。
5. 発信側の交換手が発信者を、受け側の交換手が受信者を呼び出す。
6. 双方が応答し会話が開始される。
7. どちらかが終話の操作を行うと回線は切断される。

手動式における交換手の呼び出し方には以下の方法がある。
- 磁石式…発信時、電話機に内蔵されている交換手呼び出しハンドルを回して交換手を呼ぶ方式。
- 共電式…発信時、受話器を取ることで自動的に交換手が呼び出される方式。

## 電話網の種類
- 公衆交換電話網…固定電話を接続する基本的な電話網。公衆網、PSTN（Public Switched Telephone Network）とも呼ぶ。
  - 中継電話…ある事業者の電話回線から、ある事業者の電話回線へと電話の発着信をする場合に、その電話の中継として中継電話回線を提供するサービス。
  - 直収電話…NTT東日本・NTT西日本以外の電話会社（電気通信事業者）が提供するもの。
  - 地域団体加入電話…加入者の組合が申し込み、日本電信電話公社が設置したもの。
  - 有線放送電話…電電公社の電話網が普及していない時代に地域団体が設置した、地域の電話・放送網。
- 移動体通信…電波を利用して、サービスエリア内の陸上・海上・上空のから、移動中でも通話可能な電気通信サービス。
  - 携帯電話（自動車電話）…陸上の基地局と携帯型の電話機とを利用した、陸上での利用を想定したシステム。
  - 船舶電話…海岸局を設置し、海上を航行する船舶と陸地の通話を可能にしたもの。現在では、衛星電話・携帯電話に移行している。
  - 衛星電話…通信衛星と直接通信できる電話機を用い、衛星が見通せる陸上・海上・上空から通話可能にしたもの。
- 簡易移動電話…家庭のデジタルコードレス電話を屋外でも公衆網に接続して利用できるようにしたもの。
  - PHS（Personal Handyphone System）：日本の規格。
  - DECT（Digital Enhanced Cordless Telecommunications）：ヨーロッパの規格。
  - PCS（Personal Communications Service）：アメリカ・韓国の規格。
- Next Generation Network…IP技術を利用するFMC（Fixed Mobile Convergence）と呼ばれる固定・移動体通信を統合したマルチメディアサービスを実現する、次世代電話網。
  - VoIP…IPネットワークの伝送路と交換設備を使用した音声伝送。
  - IP電話…VoIP技術とIPネットワークを利用した電話サービス。
  - インターネット電話…インターネットを利用した電話サービス。
  - IPセントレックス…内線電話のVoIP化。
- 内線電話・インターホン…学校、企業、ホテルなど、特定の組織内で番号を割り当て、専用回線や内線交換機を使用し公衆電話網を使用せずに通話できるもの。
  - 指令電話…指令伝達のための司令室-関係機関間の専用通信システム。
  - 警察電話…警察の内線電話。
  - 消防電話…消防組織間の専用通信網。相互応援の要請のために設置されている。
  - 鉄道電話…鉄道事業者の内線電話。列車運行の保安のために設置されている。
  - 電力保安通信線…電力会社の給電指令所と重要拠点・大規模需要家とを結ぶ電力流通の保安のための専用通信網。
  - NHK-IDX…日本放送協会の内線電話。

### 電気通信事業者の固定通信網
公衆交換電話網以外の電気通信事業者の固定通信網としては、IP電話・直収電話・中継電話・国際電話などがある。公衆交換電話網と異なる独自の電話網を構成しており、またその殆どは公衆交換電話網と相互接続している。
ユーザの支払う料金の決定・回収、相互接続のための技術資料の相互開示・費用分担、接続障害時の責任分担など多くの課題がある。また、番号ポータビリティなど利用者の利便性向上のためサービスの提供なども重要である。

### 内線電話と公衆交換電話網との相互接続
内線電話と公衆交換電話網とを相互接続する際は、接続インターフェースと責任分界点が定められる。また、利用者端末設備となるので、工事担任者による工事の監督が必要である。

## インテリジェントネットワーク
電話網は、「インテリジェントネットワーク」と呼ばれる、端末を単純な構造・機能とし、電話交換機になるべく多くの機能を持たせる「機能集約型」の基本思想で構成されてきた。各機能を端末が持つよりコストが安く信頼性が高くなると考えられていたためである。また、電気通信事業者による顧客の囲い込み、付加サービスによる収益の向上も行われた。
- 端末が発信・呼び出し鳴動・送話・受話などの基本的機能を行うための給電は電話交換機が受け持つ。
- 経路選択・課金制御は電話交換機が行う。
- 留守番電話・転送電話・短縮ダイヤルなどの付加機能も、最初は交換機の機能として実現されていた。

インターネットなどの、付加機能は端末側で行い、網側はビット列の高速伝送の機能のみを持つデータ通信網は、「Stupid Network」とも呼ばれる。

## 電話網の中の見えないミュージアム
1991年3月、NTTインターコミュニケーションセンター設立関連事業として「電話網の中の見えないミュージアム」が電話網の中に開設された。いわゆるテレホンサービス・ファクスサービスをミュージアムに見立てたものであったが、国内の著名アーティストや漫画家が参加する、非常に芸術性の高いサービスであった。